# Margini
Pour plus de détails, voir Fiche technique et Distribution.
Margini est un film italien réalisé par Niccolò Falsetti, sorti en 2022.

## Synopsis
En 2008 à Grosseto, Edoardo, Iacopo et Michele vont faire la première partie du concert d'un groupe américain avec leur groupe de punk rock. Mais, après avoir enchainé les festivals de seconde zone, cette entrée dans la lumière met à mal leur amitié.

## Fiche technique
- Titre : Margini
- Réalisation : Niccolò Falsetti
- Scénario : Niccolò Falsetti, Tommaso Renzoni et Francesco Turbanti
- Photographie : Alessandro Veridiani
- Montage : Stefano De Marco et Roberto Di Tanna
- Production : Alessandro Amato, Luigi Giuseppe Chimienti et Laura Contarino
- Société de production : Dispàrte, Manetti bros. Film et Rai Cinema
- Pays :  Italie
- Genre : Comédie dramatique et film musical
- Durée : 91 minutes
- Dates de sortie : 
  -  Italie : 8 septembre 2022

## Distribution
- Francesco Turbanti : Michele
- Emanuele Linfatti : Edoardo
- Matteo Creatini : Iacopo
- Valentina Carnelutti : Tiziana
- Nicola Rignanese : Adriano Melis
- Paolo Cioni : Paolo Bassi
- Aurora Malianni : Alice
- Silvia D'Amico : Margherita
- Zerocalcare : lui-même (voix)
- Amalia De Biasio : Loretta
- Massimo Dolce : Gennaro
- Ciro Valerio Gatto : l'assistant de Paolo
- Francesco Zizi : Guido
- David La Mantia : curé
- Marco Turbanti : voisin
- Nasurdin Mohammedi : Ahmed
- Chiara Faenzi : Wilma
- Luigi Ambrosio : Gigi

## Distinctions
Le film a été présenté dans le cadre de la semaine internationale de la critique à la Mostra de Venise 2022. Il a également été nommé pour deux David di Donatello.